# Озорные анимашки (мультсериал, 2020)
«Озорные анимашки» (англ. Animaniacs) — американский комедийный мультипликационный сериал, созданный компанией Warner Bros., перезапуск одноимённого мультсериала 1993 года. Производство двух сезонов было заказано компаниями Amblin Television и Warner Bros. Animation.

## Создание мультсериала

### Разработка
Ранние этапы разработки возрождения мультсериала начались в мае 2017 года. Интерес к нему был вызван всплеском популярности оригинального шоу, размещённого на Netflix в 2016 году.
В январе 2018 года о ребуте официально объявил потоковый сервис Hulu в партнёрстве со Спилбергом и Warner Bros. Domestic Television Distribution.
Актёры главных героев, озвучивавшие мультсериал 1993 года, принимали непосредственное участие в ребуте. То, что они будут повторять свои роли, было подтверждено в октябре 2019 года.

### Производство
Первоначальная работа по раскадровке началась примерно в июле 2018 года.
Студия исследовала различные стили, нарисованные разными художниками ещё для оригинального мультсериала (в каждом эпизоде могло использоваться и по несколько стилей), и обнаружила, что эпизоды, выпущенные с рисовкой от японской анимационной студии TMS Entertainment, в целом считались наилучшими. Для перезапуска художница Женевьева Цай разработала новый, более угловатый дизайн Уорнеров.
Роб Полсен подтвердил, что запись голоса началась примерно в мае 2020 года. Музыка была записана во время пандемии COVID-19, при этом композиторы Джули и Стивен Бернштейны координировали свои действия с каждым музыкантом индивидуально из разных мест для сборки финальных произведений.
Роб Полсен сказал в интервью, что в рамках ребута Уорнеры знают, что они были вне эфира более 20 лет. Эпизоды были подготовлены в 2019 году, и авторы ожидали событий в 2020 году, но некоторые из них в конечном итоге пострадали от пандемии COVID-19, например, Летние Олимпийские игры 2020.

### Трансляция
Премьера первого сезона, состоящего из 13 эпизодов, состоялась 20 ноября 2020 года. Премьера второго сезона из 13 серий намечена в 2021 году. 12 октября 2020 года произошла утечка названий первых эпизодов. Трейлер вышел 21 октября 2020 года.
Первый сезон также транслировался в Канаде на канале Teletoon, а 14 августа 2021 года стал доступен на стриминговом сервисе HBO Max в Латинской Америке и Бразилии. 1 сентября 2021 года «Озорные анимашки» стали доступны на австралийском стриминговом сервисе Stan.
В феврале 2021 года Hulu также заказали разработку 3 сезона, который будет состоять из 10 серий. Премьера второго сезона шоу состоялась 5 ноября 2021 года.
10 декабря на официальной странице мультсериала в Твиттере появилась информация, что 3 сезон выйдет 17 февраля 2023 года.

## Роли озвучивали
| Актёр            | Роль                                                            |
| ---------------- | --------------------------------------------------------------- |
| Роб Полсен       | Якко Уорнер, Пинки, Доктор Шмыг-Царап, второстепенные персонажи |
| Джесс Харнелл    | Вакко Уорнер                                                    |
| Тресс Макнилл    | Дот Уорнер                                                      |
| Морис Ламарш     | Брейн, второстепенные персонажи                                 |
| Фрэнк Уэлкер     | Ральф, Куриц Бу, второстепенные персонажи                       |
| Стефани Эскахеда | Нора Рита Норита                                                |
| Фред Таташор     | Нильс Нидхарт                                                   |
| Мария Бэмфорд    | Джулия                                                          |
| Джон Ди Маджо    | Невероятный Гном во ртах людей                                  |
| Элианор Джонсон  | Синди                                                           |

## Сезоны
| Сезон | Серии | Серии | Даты показа     | Даты показа     | Даты показа |
| Сезон | Серии | Серии | Первая серия    | Последняя серия | Канал       |
| ----- | ----- | ----- | --------------- | --------------- | ----------- |
| 1     | 13    | 13    | 20 ноября 2020  | 20 ноября 2020  | Hulu        |
| 2     | 13    | 13    | 5 ноября 2021   | 5 ноября 2021   | Hulu        |
| 3     | 10    | 10    | 17 февраля 2023 | 17 февраля 2023 | Hulu        |

## Персонажи
Как и прежде, мультсериал основывается на приключениях братьев Уорнер — Якко и Вакко, и их сестры Дот. Они участвуют в дальнейших приключениях после того, как отсутствовали на телевидении 22 года, приносят с собой безумие и хаос, адаптируясь к изменениям и жизни XXI века. Большинство эпизодов состоят из трёх частей: две рассказывают о приключениях Уорнеров, а третья о похождениях персонажей Пинки и Брейна. Однако многие другие второстепенные персонажи из оригинального шоу не были включены в их собственные сегменты. Например, медсестру Нёрс не получилось включить в мультсериал, так как получился бы большой контраст между 1990-ми и 2020-ми годами. Также Дот теперь больше полагается на смекалку и интеллект, чем на то, что она милая. По этому поводу в заставке мультсериала часть одной из строчек «Dot is cute» («Дот мила») заменили на «Dot has wit» («Дот остроумна»). В мультсериале также была продемонстрирована жёсткая сатира на бывшего президента Дональда Трампа, в отдельном сегменте, пародирующем «Одиссею» он был показан в виде циклопа.

### Новые персонажи
- Нора Рита Норита (англ. Nora Rita Norita) — новый генеральный директор (CEO) Warner Bros., сменившая на этой должности Тадеуша Плотса. Латиноамериканка. В отличие от своего предшественника, Нора серьёзна и сурова. Её часто видели тренирующейся во время деловых звонков. Она несколько эгоистична, так как она «идёт по головам и не протягивает руку» (это становится понятно после того, как Дот предлагает стать её преемницей). Рита издевается над Уорнерами, когда впервые с ними сталкивается, ехидно указывая на то, что они из 1990-х годов и отстали от жизни с появлением новых технологий, таких как дрон, планшет и прочих. В отличие от Плотса, более пассивно относится к Уорнерам и часто игнорирует их выходки, однако так же вспыльчива.
- Нильс Нидхарт (англ. Nils Niedhart) — олимпийский золотой медалист из Лихтенштейна, высокий, мускулистый мужчина с длинными светлыми волосами. Ему Якко, Вакко и Дот бросают вызов, чтобы принять участие в Олимпийских играх. Появлялся в «Перехватчики медалей» и «Гиндербургская кола». В своём дебютном появлении Нильс не носил ничего, кроме розовых плавок, но в «Гинденбургской коле» он носит розовый топ и брюки. В конце каждого своего появления отправляется в ад. Говорит с сильным австрийским акцентом. Нильс тщеславен, эгоистичен и высокомерен. Он постоянно утверждает, что превосходит всех остальных. В конечном счёте, Нильс мечтает о золотых медалях, чтобы испытать любое счастье. Без них он лишь жалкое месиво — в конце «Перехватчиков медалей» он расплакался, потеряв свой шанс их выиграть.
- Джулия (англ. Julia), ранее J37 и Джулия Брейн (англ. Julia Brain) — генетически изменённая лабораторная мышь и бывшая жена Брейна. Её личность состоит из лучших элементов Первых леди на протяжении всей истории США. Является моральной противоположностью Брейна, выступая против его более жестоких методов, таких как детский труд и мировое господство. Она также не одобряет его отношение к Пинки. Джулия была специально выбрана Брейном в качестве его кандидата на должность Первой леди. Таким образом Брейн смог бы участвовать в президентских выборах. Однако публика начинает отдавать предпочтение Джулии, а не ему. Она занимает его место после победы на праймериз в качестве кандидата. Вскоре она начинает возмущаться безумными планами Брейна. Когда она пытается пойти против его требований перед президентскими дебатами, он активирует устройство, чтобы её контролировать. Однако воля Джулии оказывается слишком сильной для устройства Брейна, и она тяжело борется с контролем. Публика шокируется от её странных выходок. Затем Джулия убегает с дебатов и скрывается в лесу. Пинки и Брейн предполагают, что она вернулась в своё первобытное состояние. Но Джулия без их ведома устроила технологичную штаб-квартиру в упавшем дереве и теперь шпионит за ними. Она сохраняет свой интеллект, пусть и имея при себе небольшой электрический ток.
- Невероятный Гном во ртах людей (англ. The Incredible Gnome in People's Mouths) — персонаж, который живёт во рту у людей и комично выскакивает наружу, говоря за них тогда, когда они не могут говорить за себя. Раньше он был человеком — генеральным директором Майклом Бентоном, который превратился в разъярённого гнома в результате странного несчастного случая. Он был эгоистичен и искал вечной жизни. Став гномом, он постоянно пребывает в ярости и в плохом настроении.
- Старбокс (англ. Starbox) — маленький большеголовый тёмно-серый инопланетянин. Лидер Гримлокса — безжалостного космического легиона, который завоевал много планет в прошлом. Старбокс отдаёт приказ на атаку планеты, давая сигнал, нажимая на кнопку. Однако когда легион Старбокса приходит, чтобы вторгнуться в Землю, девочка Синди находит Старбокса и держит его как домашнее животное, оставляя его армаду ждать на орбите. Он постоянно пытается убежать, но всегда терпит неудачу. Старбокс не говорит ни на одном человеческом языке, его диалоги состоят из хрюканья и криков.
- Синди (англ. Cindy) — маленькая рыжеволосая девочка. Характером очень похожа на Минди из оригинального шоу и Элмайру Дафф из «Приключения мультяшек» — ещё одну маленькую девочку, которая всегда мучает животных своей болезненной привязанностью. Синди также имеет склонность много говорить и затягивать долгие разговоры. Всегда ходит босиком.

## Критика
Первый сезон шоу получил в целом положительные отзывы критиков, которые высоко оценили озвучку, музыкальное сопровождение и анимацию. На Rotten Tomatoes первый сезон получил 80 % «свежих» оценок и в среднем 7,07 из 10 обзоров на основе 31 отзыва. Консенсус критиков веб-сайта гласит: «Очаровательные и хаотичные, хотя и немного едкие, Озорные анимашки — это восхитительный ремейк любимого сериала, достаточно забавного, чтобы компенсировать любые ранние неурядицы».
Некоторые критики считали, что возрождению сериала не хватало того же очарования, что и оригинальному шоу. Это объяснялось отсутствием какого-либо оригинального производственного персонала в ребуте, а также влиянием более поздних анимационных шоу, таких как Гриффины.
Кэролайн Фрамке из Variety сказала, что в сериале слишком много внимания уделяется попыткам высмеять текущие и политические события, что усугубляется тем, что пандемия COVID-19 повлияла на дальновидный подход к письму, а не просто пародирует индустрию развлечений в целом, и оставил шоу «более кислым послевкусием, которое не даёт ему быть таким шипучим, каким оно было раньше и могло быть».
Данетт Чавес из The A.V. Club поставила первому сезону C+, заявив, что «когда Анимашки не забывают повеселиться, это делает просмотр живым, а иногда и впечатляющим», однако она чувствовала, что баланс между сатирой и глупостью нарушен, и многие пародии, нацеленные на современные проблемы, лишены тонкости.
Бет Элдеркин из Gizmodo сказала, что ремейк не имел такой же «кусачей» сатиры, как оригинал, с некоторыми шутками, которые должны были быть объяснены в некоторой степени аудитории, и что шоу чувствовало, что оно держится за то, чтобы быть продуктом 90-х годов, и поэтому не имело чёткой цели, какой аудитории оно пытается угодить.
Джозеф Станиклар из Paste более высоко оценил взгляд шоу на политические и современные темы, заявив, что, хотя оно может слишком сильно полагаться на современные ссылки, «приятно видеть, что сатира шоу на самом деле занимает политические позиции, а не попадает в угодные толпе „обе стороны“, которые сейчас принимают многие современные комедии».
Итан Андертон из Slashfilm также заявил, что новый сериал в значительной степени ссылается на политические комментарии, но, похвалил, что шоу одинаково нацелено на аспекты во всех партизанских линиях, и что «никто не застрахован от шутовства и насмешек Аниманьяков».
Джесси Шедин, писавший для IGN, дал первому сезону 8 баллов из 10, написав: «Озорные анимашки — это в основном остроумное и верное обновление старого фаворита. Несмотря на марш времени и более яркий слой краски, новый сериал играет удивительно похожим образом. Злоключения Якко, Вакко и Дот до сих пор вызывает восторг, а Пинки и Брейн помогают добавить ровно столько разнообразия, чтобы каждый эпизод продолжался. Некоторые фанаты могут оплакивать потерю многих классических второстепенных персонажей, но упор на крупную артиллерию имеет свои очевидные преимущества. Озорные анимашки — это концентрированный взрыв ностальгии по мультфильмам, который любому ветерану Fox Kids или Kids 'WB стоит опробовать».